# 盈江凤仙花
盈江凤仙花（学名：Impatiens yingjiangensis）为凤仙花科凤仙花属下的一个种。

## 扩展阅读
- 維基物種上的相關：盈江凤仙花